# Сьерра, Джессика
Дже́ссика Энн Сье́рра (англ. Jessica Ann Sierra) — американская певица.

## Биография
Джессика Энн Сьерра родилась 11 ноября 1985 года в Тампе (штат Флорида, США).
Джессика начала свою музыкальную карьеру в 2005 года. 30 марта того же года Сьерра заняла третье место в четвёртом сезоне музыкального реалити-шоу «American Idol». В 2011 году она выпустила свой дебютный студийный музыкальный альбом «Rebound».
У Джессики есть два сына от двух разных распавшихся фактических браков — Кэйден Кэш Сьерра (род.05.12.2009) и Себастьян Эванс-третий (род.05.03.2011).